# IHK Pfalz
Die Industrie- und Handelskammer für die Pfalz (satzungsgemäße Kurzform IHK Pfalz) ist eine von 79 deutschen Industrie- und Handelskammern und umfasst von der regionalen Zuständigkeit her das Gebiet des Bezirksverbandes Pfalz. Sitz ist Ludwigshafen am Rhein. Die heutige Anschrift Ludwigsplatz 2 besteht seit 1904.

## Geschichte
Nach einer Initiative Speyerer Kaufleute fand am 30. April 1843 im Rathaussaal des Stadthauses von Kaiserslautern unter der Leitung des Regierungspräsidenten Karl Theodor von Wrede die erste konstituierende Sitzung der Handelskammer statt. Hierzu berief König Ludwig I. von Bayern 15 Gründungsmitglieder. Darunter fanden sich Adam Weber der Bürgermeister von Kaiserslautern, der auch zum ersten Vorsitzenden gewählt wurde. 1850 bestimmte König Maximilian II., dass die Kammern aus drei selbstständigen Abteilungen bestehen sollen – dem Gewerberat für das Handwerk, dem Handelsrat und dem Fabrikrat. Die Kammer trug nun den Namen Kreis-Gewerbe- und Handelskammer der Pfalz. Im Jahre 1926 erhielten die Bayerischen Handelskammern die Bezeichnung „Industrie- und Handelskammer“. Nach der Machtergreifung der Nationalsozialisten wurde die Selbstverwaltung der Wirtschaft abgeschafft. Die IHK wurde gleichgeschaltet und 1942 aufgelöst und in die Gauwirtschaftskammer eingegliedert. Nach dem Zweiten Weltkrieg wurde die IHK wiederhergestellt.

## Persönlichkeiten

### Liste aller Präsidenten von 1843 bis heute
| Amtszeit   | Präsident                     |
| ---------- | ----------------------------- |
| 1843–1846  | Adam Weber                    |
| 1846–1851  | Adrian Pletsch                |
| 1851–1856  | „Interregnum“                 |
| 1856–1865  | Ludwig Andreas Jordan         |
| 1866–1867  | Simon Levi                    |
| 1867–1876  | Sebastian Lederle             |
| 1877–1898  | August von Clemm              |
| 1898–1926  | Franz Ritter von Wagner       |
| 1926–1937  | Hermann Tröltsch              |
| 1938–1941  | Albert Reimann                |
| 1941–1945  | Carl Wurster                  |
| 1945–1946  | Otto Ferdinand Edler von Riss |
| 1946–1960  | Bernhard Landmesser           |
| 1960–1968  | Leopold Arnsperger            |
| 1968–1974  | Ernst Hermann Fernholz        |
| 1974–1978  | Udo Giulini                   |
| 1978–1988  | Hans-Jörg Demuth              |
| 1988–2004  | Axel Wiesenhütter             |
| 2004–2015  | Willi Kuhn                    |
| 2015–heute | Albrecht Hornbach             |